# سيد ريان
سيد ريان هو نقابي كندي، ولد في 1952 في دبلن في جمهورية أيرلندا.